# Pailhès (Hérault)

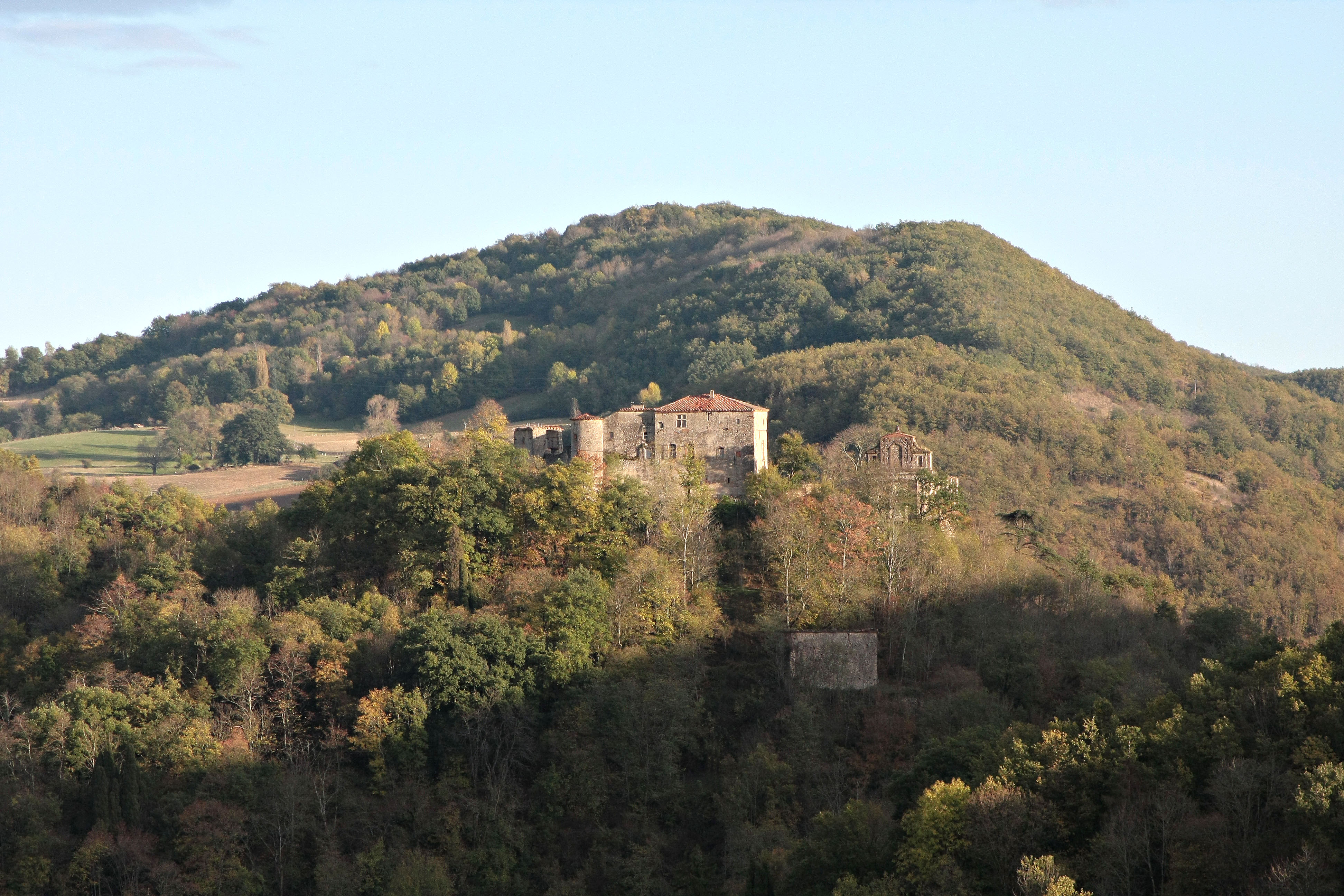
Kasteel

Pailhès is een gemeente in het Franse departement Hérault (regio Occitanie) en telt 467 inwoners (2005). De plaats maakt deel uit van het arrondissement Béziers.

## Geografie
De oppervlakte van Pailhès bedraagt 6,0 km², de bevolkingsdichtheid is 77,thumb inwoners per km².

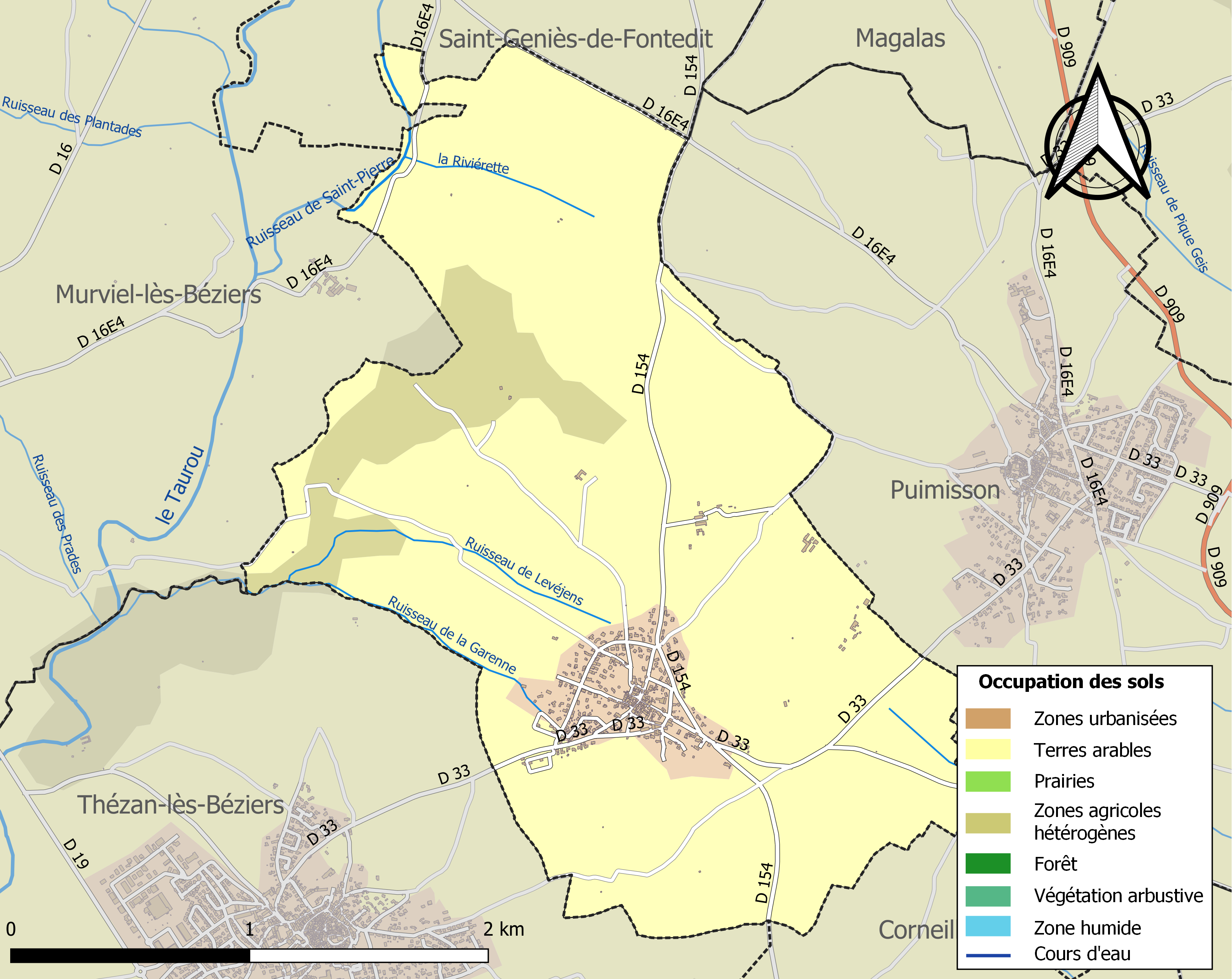
Kaart van de gemeente met de belangrijkste infrastructuur, bodemgebruik en omliggende gemeenten

## Demografie
Onderstaande figuur toont het verloop van het inwonertal (bron: INSEE-tellingen).